# 신수영 (권투 선수)
신수영(1971년 4월 17일~)은 대한민국의 권투 선수로, 1996년 하계 올림픽에 참가했다.